# Layla El
Layla Young (Londen, 25 juni 1977) is een Engels danseres, model en professioneel worstelaarster van Marokkaanse afkomst die vooral bekend is van haar tijd bij WWE van 2006 tot 2015.

## Loopbaan
Young was een danseres voor de Carnival Cruise Lines en danste ook voor Kanye West op de MTV Video Music Awards. In 2006 was ze een deelneemster in de WWE Diva Search 2006, die ze won om een contract bij het bedrijf te krijgen.

### Professioneel worstelen
Voordat Young naar de SmackDown-brand ging, werd ze naar de ECW-brand verzonden, waar ze de "Extreme Exposé" vormde met Kelly Kelly en Brooke Adams. In 2008 werd ze naar de Raw-brand verzonden, waarin ze de rol speelde als manager van William Regal. In 2009 keerde ze weer terug naar SmackDown-brand waar ze met Michelle McCool een alliantie, LayCool, vormde. Op 11 mei 2010 won ze voor de eerste keer het WWE Women's Championship en was ook de eerste Britse vrouw en de eerste Diva Search winnares die het kampioenschap won. Ze is de allerlaatste WWE Women's Champion nadat de WWE op 19 september 2010, het kampioenschap heeft opgeborgen. In april 2011 blesseerde Layla zich aan haar knie en was hierdoor maandenlang inactief. Op Extreme Rules van 30 april 2012 maakte ze haar terugkeer in de ring en won meteen het WWE Divas Championship door kampioene Nikki Bella te verslaan. Op Night of Champions 2012 moest ze de titel afstaan aan Eve Torres. In het najaar van 2013 lastte ze een pauze in.

## In het worstelen
- Finishers
  - Layout

- Signature moves
  - Arm drag
  - Face Lift
  - Snapmare

- Managers
  - The Miz
  - Jamie Noble
  - William Regal

- Entreemuziek

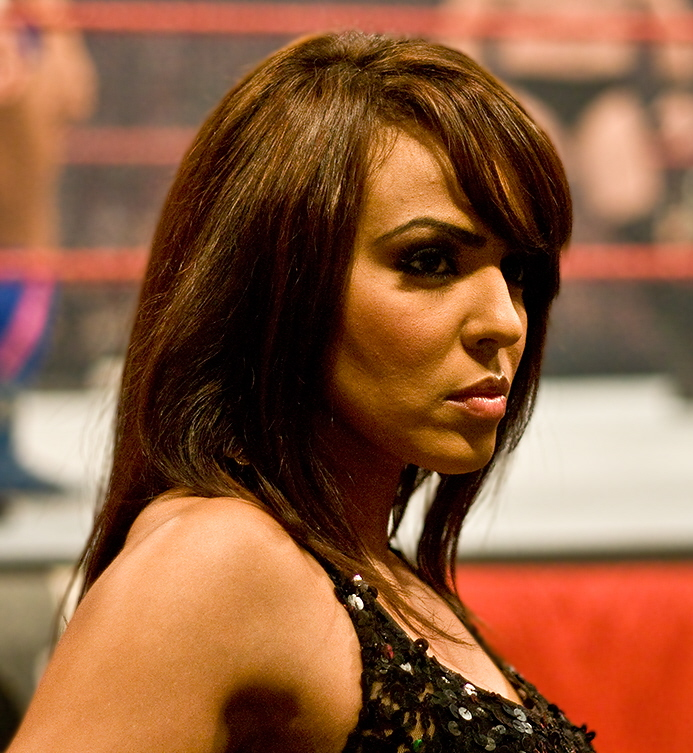
El in 2008

  - "Move Along" - All American Rejects
  - "Holla" - Desiree Jackson
  - "Nasty Girl" - Productie thema

## Prestaties
- World Wrestling Entertainment
  - WWE Women's Championship (1 keer)
  - WWE Divas Championship (1 keer)
  - WWE Diva Search (2006)
  - Slammy Award
    - "Knucklehead Moment of the Year" (2010) samen met Michelle McCool